# Quelli dell’intervallo
Quelli dell’intervallo – włoski sitcom, emitowany na Disney Channel Włochy. Opowiada o uczniach i ich problemach w szkole.

## Obsada
- Andrea Leoni - Annina Tinelli
- Diana Chiahade - DJ
- Mattia Rovatti - Dred
- Romulus Guerreri - Pliny Romulus AugustusNico
- Marc Tainon - Secchia
- Alessandro Vivian - Smilzo
- Matthew Leoni - Tinelli
- Giulia Boverio - Valentina
- Clara Tarozzo - Bella
- Jacopo Sarno - Jaki
- Lucrezia Zeta - Lucry